# Long Nham
Long Nham (tiếng Trung: 龙岩市 bính âm: Lóngyán Shì, Hán-Việt: Long Nham thị) là một địa cấp thị của tỉnh Phúc Kiến, Trung Quốc.

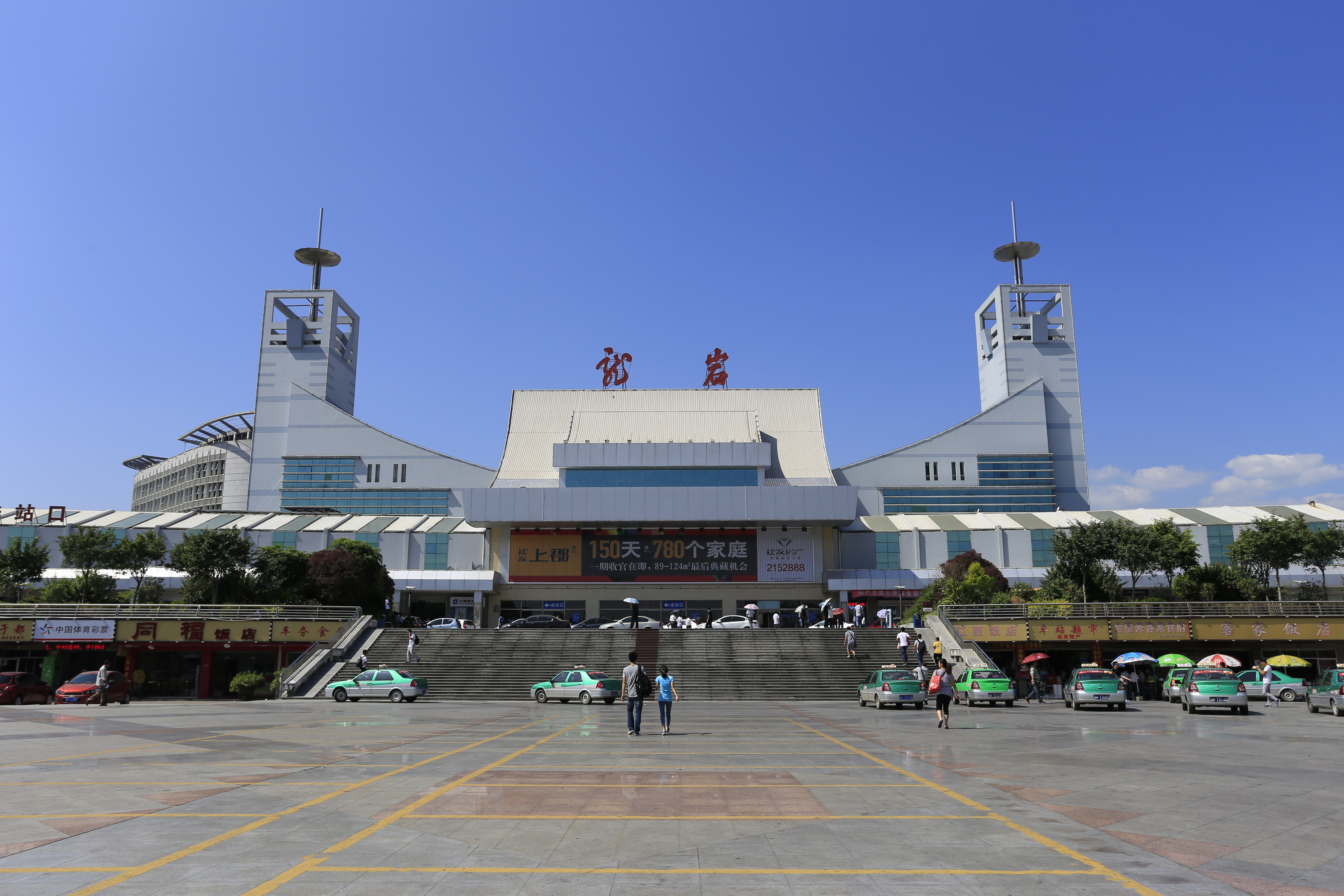
Nhà ga Long Nham

## Hành chính
Long Nham quản lí trực tiếp 2 quận, 4 huyện và quản lí đại thể 1 thành phố cấp huyện.
- Quận: Tân La (新罗区), Vĩnh Định (永定区)
- Huyện: Trường Đinh (长汀县), Thượng Hàng (上杭县), Vũ Bình (武平县), Liên Thành (连城县)
- Thành phố cấp huyện: Chương Bình (漳平市)